# Strada europea E05
La E05 (o E5) è una strada europea di classe A e, come si evince dal numero, una dorsale nord-sud (nel dettaglio, si tratta della dorsale nord-sud più occidentale). La E05 collega Greenock in Scozia con la Francia per poi spingersi in Spagna fino ad Algeciras.
Tra le principali città attraversate ci sono Glasgow, Birmingham, Parigi, Bordeaux, Madrid e Siviglia.
Come tutte le altre strade europee, la E05 non è segnalata nel Regno Unito, mentre in Francia e Spagna viene segnalata in addizione alla numerazione nazionale.
La M6 Toll fornisce una strada alternativa nell'area di Birmingham.
La E05 si interrompe sul canale della Manica tra Southampton e Le Havre in Francia. Non esiste una linea di traghetti tra le due località, ma solo dalla vicina Portsmouth verso Le Havre.
La N182 è usata come deviazione della A131 attraverso la Senna.
Tra Cadice e Algeciras la strada nazionale N-340 è in via di elevazione ad autostrada A-48.

## Percorso
| E05 GREENOCK-ALGECIRAS |             |            |                                      |
| Stato                  | Tipologia   | Tipologia  | Tratto                               |
| Regno Unito            | superstrada | A8         | Greenock-Glasgow                     |
| Regno Unito            | autostrada  | M8         | Glasgow-Hamilton                     |
| Regno Unito            | autostrada  | M74-A74(M) | Glasgow-Carlisle                     |
| Regno Unito            | autostrada  | M6         | Carlisle-Birmingham                  |
| Regno Unito            | autostrada  | M42        | Birmingham                           |
| Regno Unito            | autostrada  | M40        | Birmingham-Oxford                    |
| Regno Unito            | autostrada  | A34        | Oxford-Winchester                    |
| Regno Unito            | autostrada  | M3         | Winchester-Southampton               |
|                        | traghetto   | traghetto  | Portsmouth-Le Havre                  |
| Francia                | autostrada  | A131       | Le Havre-Bourneville                 |
| Francia                | autostrada  | A13        | Bourneville-Parigi                   |
| Francia                | superstrada |            | Boulevard périphérique di Parigi     |
| Francia                | autostrada  | A6         | Parigi-Wissous                       |
| Francia                | autostrada  | A10        | Wissous-Bordeaux                     |
| Francia                | autostrada  | A630       | Tangenziale di Bordeaux              |
| Francia                | autostrada  | A63        | Bordeaux-Le Muret                    |
| Francia                | superstrada | N10        | Le Muret - Saint-Geours-de-Maremne   |
| Francia                | autostrada  | A63        | Saint-Geours-de-Maremne - Hendaye    |
| Spagna                 | autostrada  | AP-8       | Hendaye-San Sebastián                |
| Spagna                 | superstrada | N-I        | San Sebastián-Armiñón                |
| Spagna                 | autostrada  | AP-1       | Armiñón-Burgos                       |
| Spagna                 | superstrada | N-I        | Burgos-Madrid                        |
| Spagna                 | superstrada | M-40       | Tangenziale di Madrid                |
| Spagna                 | superstrada | N-IV       | Madrid-Siviglia                      |
| Spagna                 | autostrada  | AP-4       | Siviglia-San Fernando                |
| Spagna                 | autostrada  | A-48       | San Fernando-Chiclana de la Frontera |
| Spagna                 | superstrada | N-340      | Chiclana de la Frontera-Algeciras    |